# Synagoga w Łańcucie
Zasugerowano, aby zintegrować ten artykuł z artykułem Stara Synagoga w Łańcucie (dyskusja). Nie opisano powodu propozycji integracji.
Synagoga w Łańcucie – synagoga znajdująca się w Łańcucie przy placu Jana III Sobieskiego 16, w pobliżu zamku Lubomirskich i Potockich. Zbudowana w typie wschodnim bożnica jest jednym z najcenniejszych zabytków żydowskiej architektury sakralnej w Polsce.

## Historia
Synagoga została zbudowana w 1761 roku na miejscu starej, drewnianej bożnicy w bezpośrednim sąsiedztwie parku otaczającego rezydencję obronna książąt Lubomirskich. Jej budowę sfinansował Stanisław Lubomirski, czołowy protektor Żydów w Łańcucie. Nakazał, aby synagoga z zewnątrz nie wyróżniała się architekturą oraz nie była większa niż kościół i ratusz oraz pobliska zabudowa.
W XIX wieku synagoga została wyremontowana, a do ściany zachodniej dobudowano charakterystyczną klatkę schodową prowadzącą na babiniec.
Podczas II wojny światowej hitlerowcy podpalili synagogę, jednak dzięki bardzo szybkiej interwencji właściciela zamku i ordynata łańcuckiego Alfreda Antoniego Potockiego pozwolono ugasić pożar. Zniszczeniu uległo jednak całe drewniane wyposażenie wnętrza.

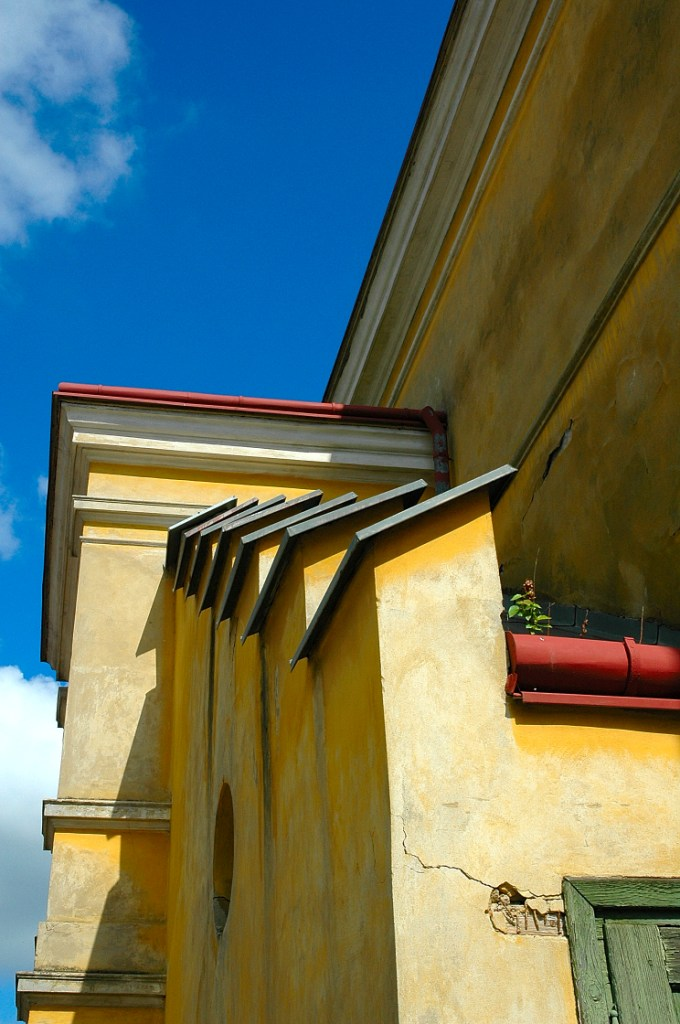
Klatka schodowa

Po tym wydarzeniu w synagodze ulokowano magazyn zboża, który mieścił się w niej do 1956. W tym samym roku Miejska Rada Narodowa w Łańcucie podjęła decyzję o rozbiórce budynku na budulec. Wówczas to synagogą zainteresował się dr Władysław Balicki, który postawił radnym ultimatum: albo zostawią synagogę w spokoju, albo nie będzie obchodu sześćsetlecia miasta. Budynek przetrwał, a w jego wnętrzu Władysław Balicki zorganizował wystawę z okazji sześćsetlecia Łańcuta.
W latach 60. XX w. Władysław Balicki wspólnie z kierownikiem Wydziału Kultury Rady Narodowej w Rzeszowie Janem Micałem wystąpili z wnioskiem o fundusze na odrestaurowanie synagogi i urządzenie w niej muzeum żydowskiego. Otrzymano na ten cel 200 tysięcy złotych, które w całości przeznaczono na remont wnętrza w oparciu o oryginalną akwarelę Zygmunta Fogla z 1797, odnalezioną w archiwach Uniwersytetu Warszawskiego. Wkrótce rząd Józefa Cyrankiewicza wydatkował 124 tysiące złotych na odnowienie dekoracji głównej sali modlitewnej budynku i zniszczonych płaszczyzn ścian.
Po zakończeniu remontu budynku w jego wnętrzu Władysław Balicki zorganizował stałą wystawę judaiców oraz przedmiotów pochodzących pierwotnie z synagogi, które po zakończeniu wojny znalazły się u osób prywatnych. Wśród nich znalazł się cenny księgozbiór, m.in. kilka tomów Talmudu oraz książki kaznodziei wydrukowane w 1794.
W 1973 synagogę przejęło Muzeum – Zamek w Łańcucie. W latach 1983–1990 przeprowadzono gruntowny remont oraz restaurację polichromii oraz ornamentyki wnętrza. Obecnie służy jako muzeum judaistyczne. Właścicielem budynku od 2013 jest Fundacja Ochrony Dziedzictwa Żydowskiego. W lipcu 2014 izraelska firma Bezeq ofiarowała łańcuckiej synagodze parochet, który został uroczyście zawieszony na aron ha-kodesz. 

## Architektura

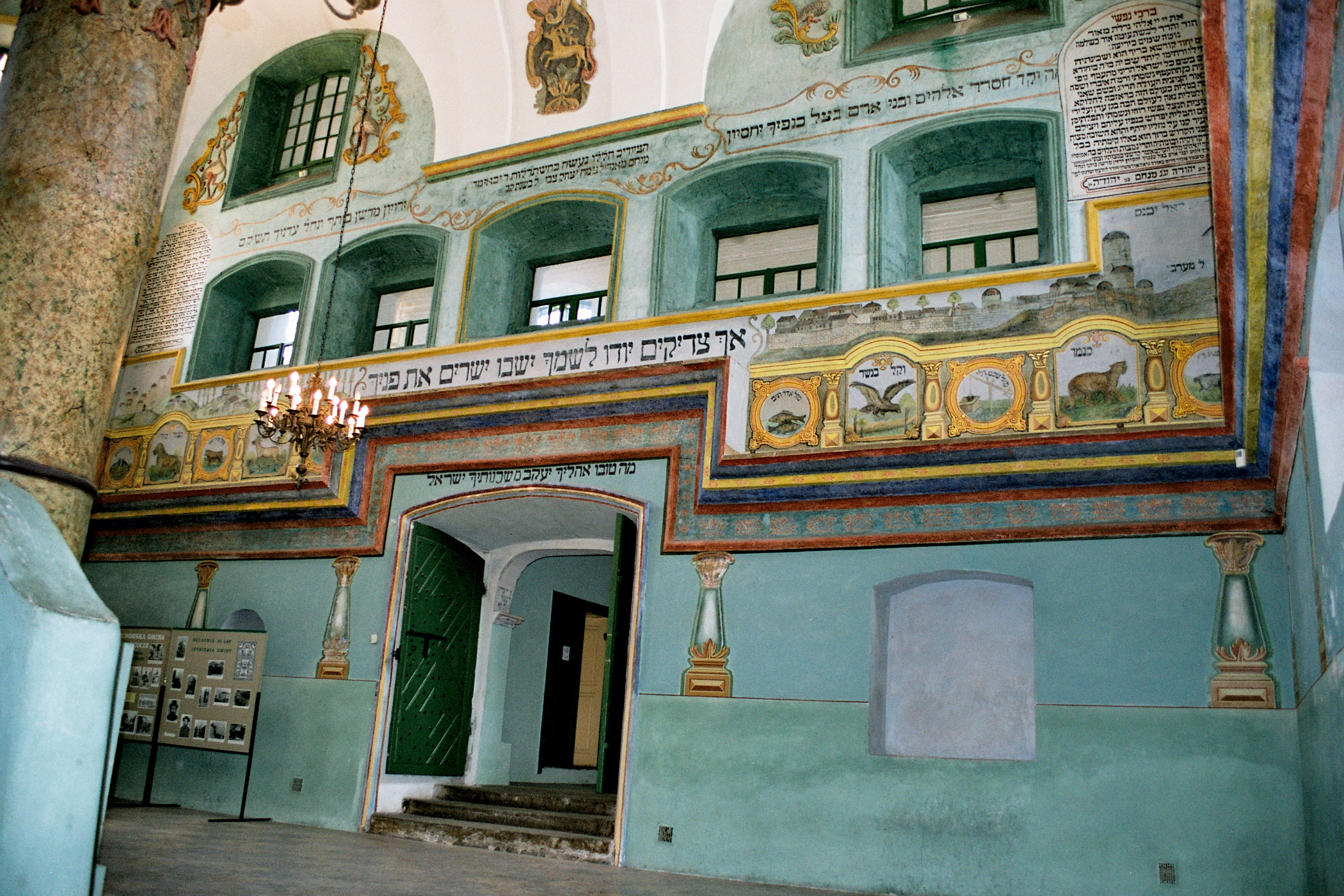
Ściana zachodnia

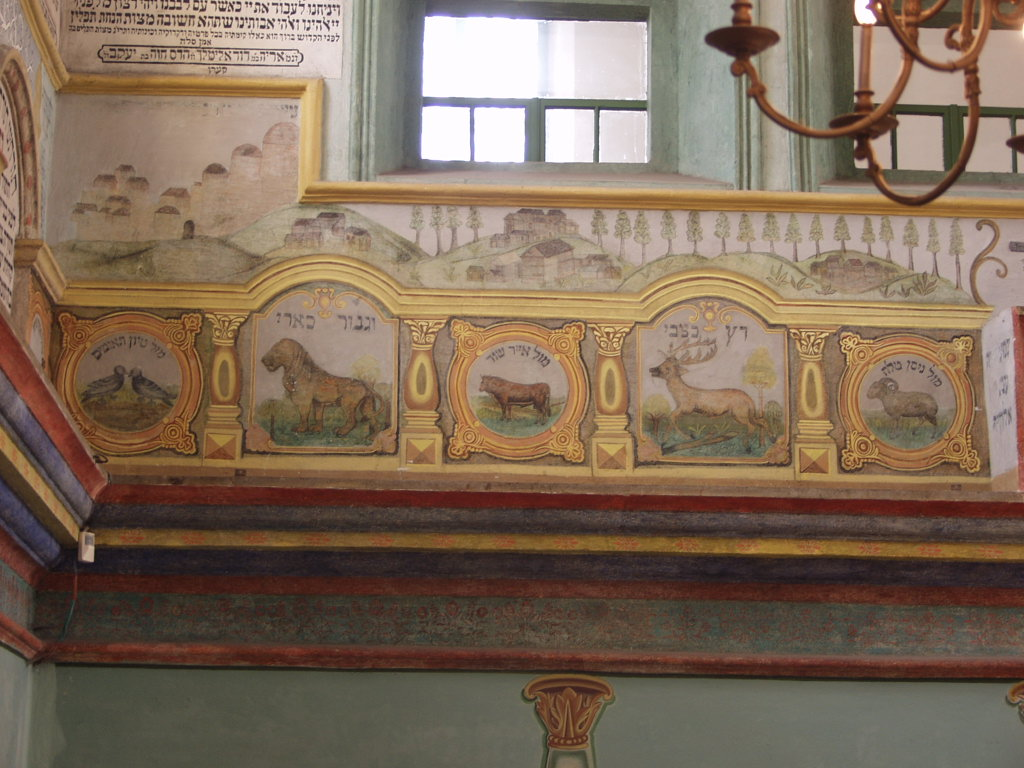
Znaki zodiaku

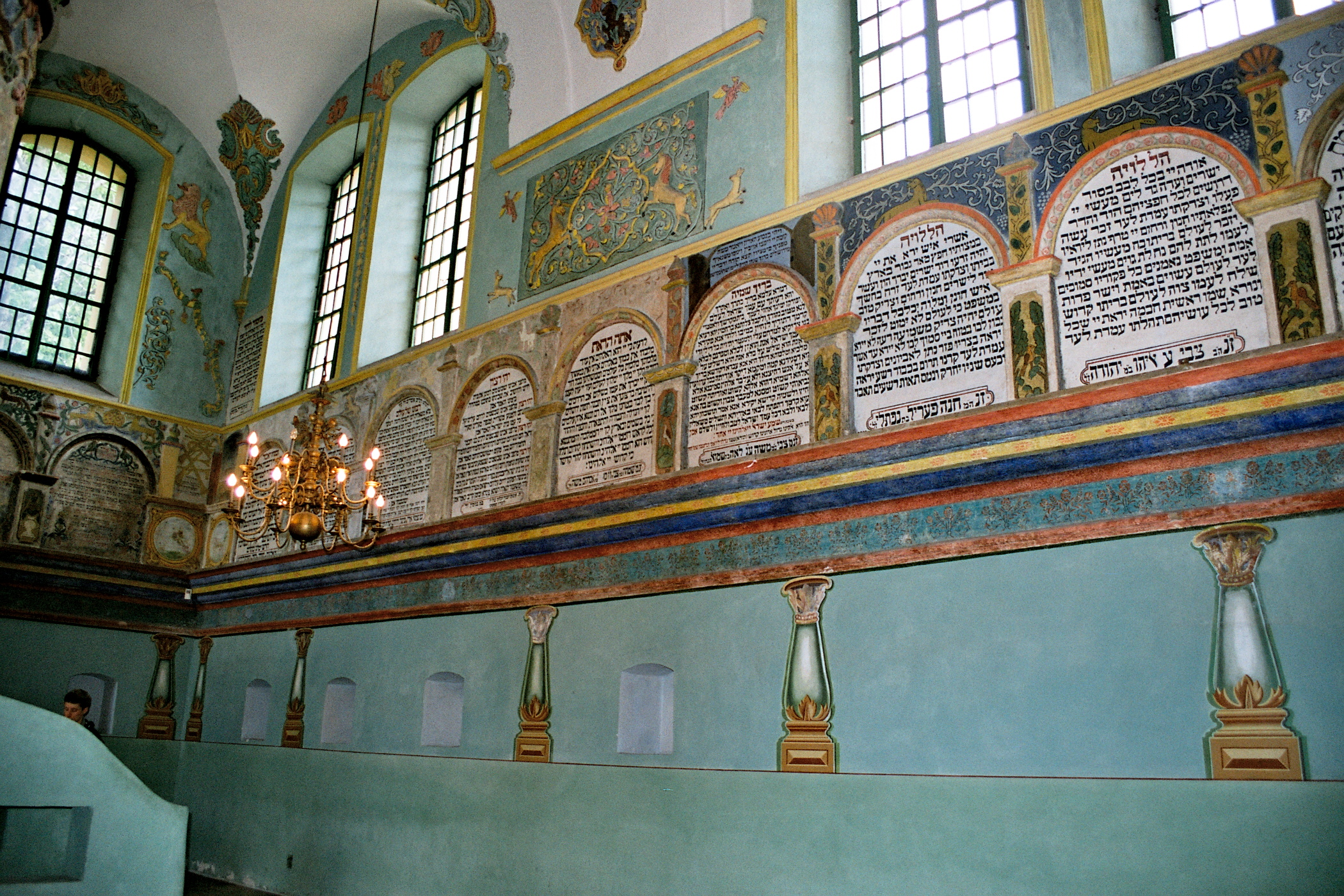
Ściana południowa

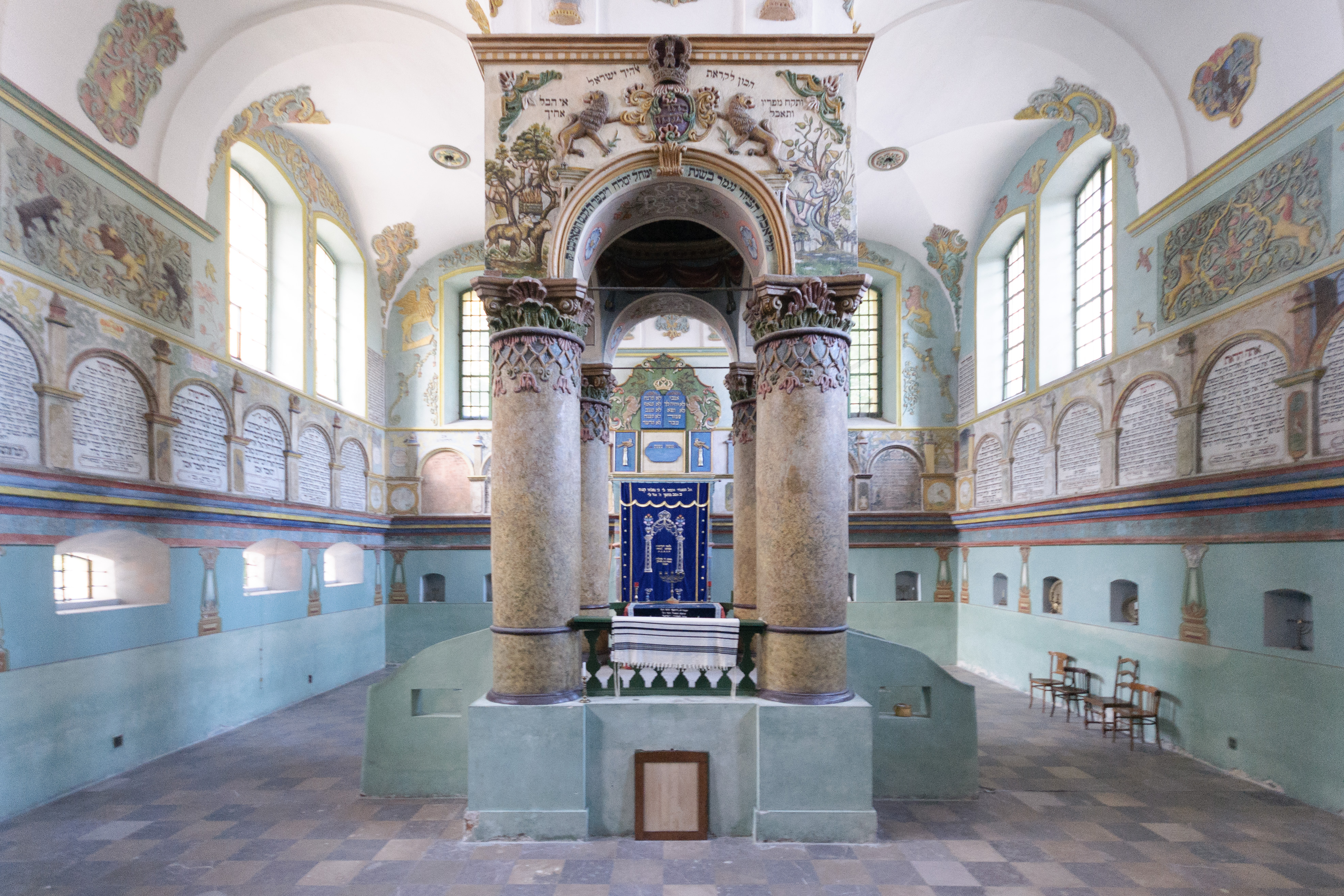
Bima

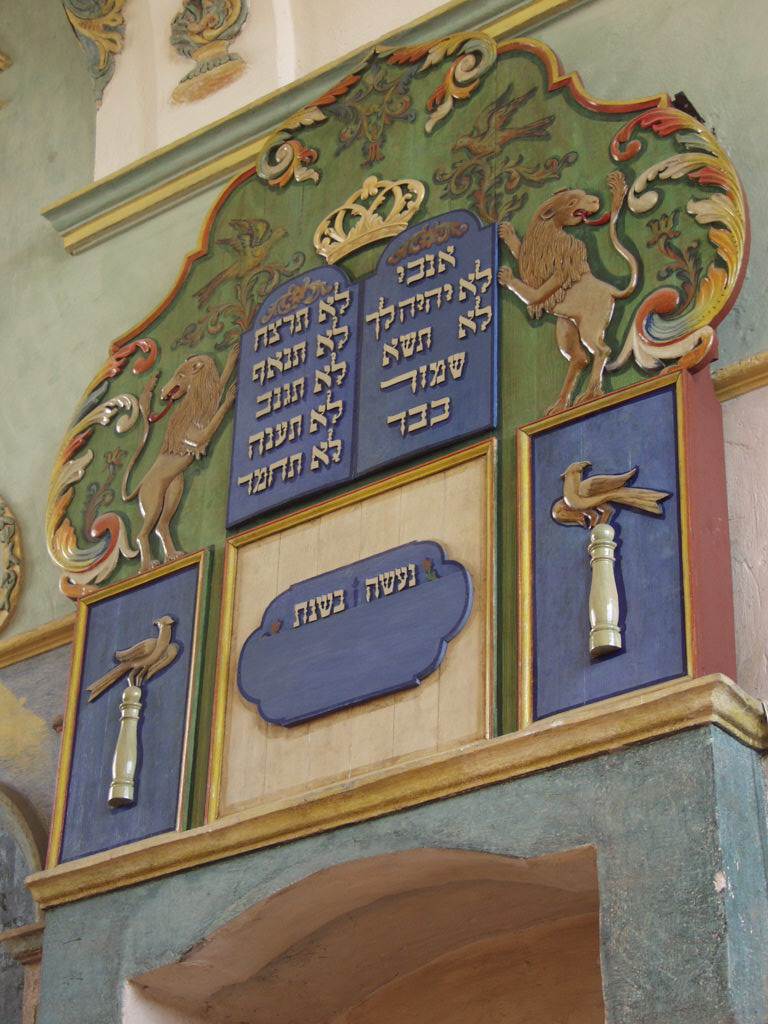
Zwieńczenie aron ha-kodesz

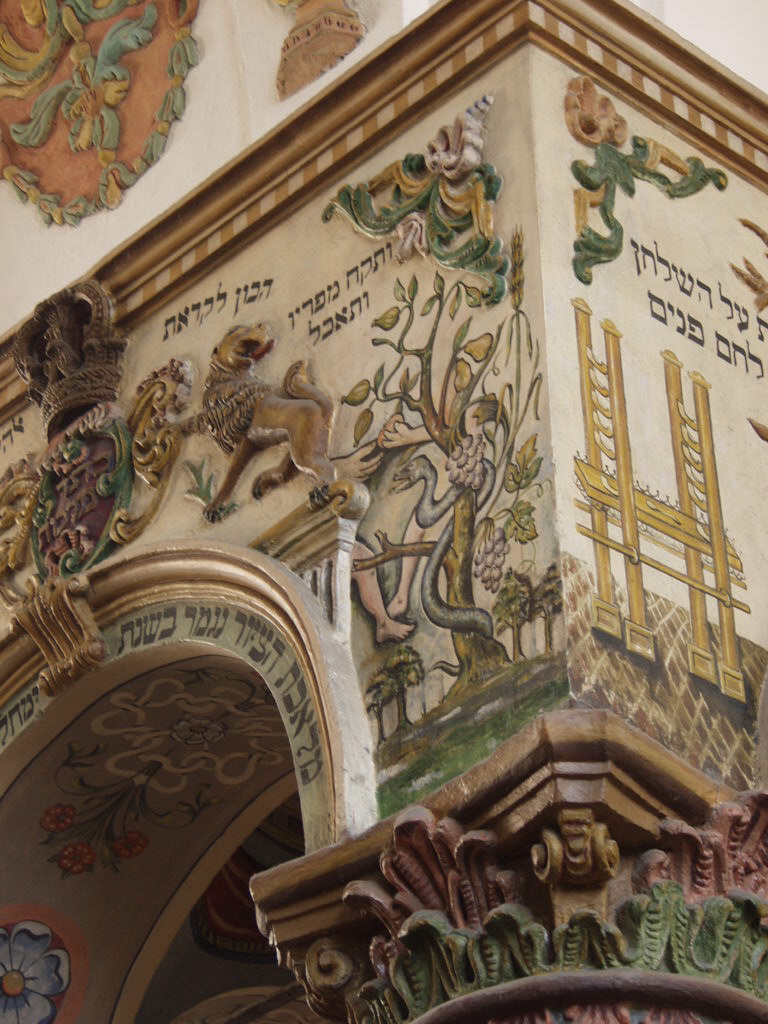
Polichromia na bimie, Adam i Ewa

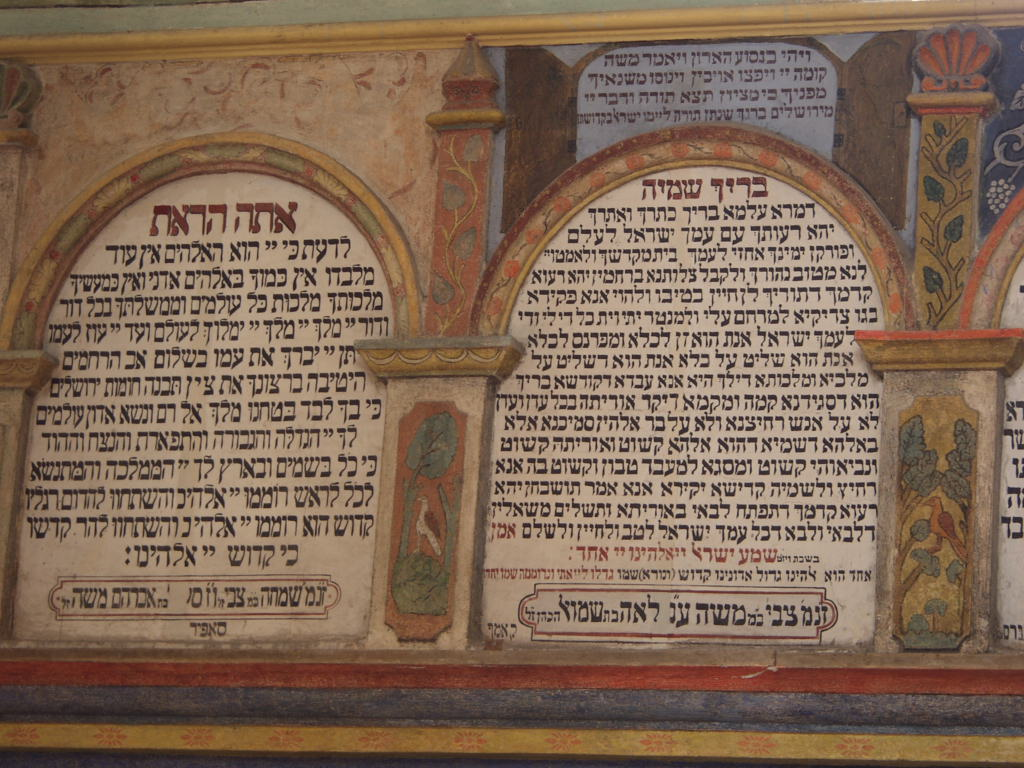
Teksty modlitw

Murowany budynek synagogi wzniesiono na planie prostokąta w stylu barokowym. Jej wnętrze jest podzielone na cztery pomieszczenia. Trzy na parterze: główną salę modlitewną, przedsionek i Salę Lubelską oraz na piętrze: otwarty pięcioma oknami na salę główną babiniec, na który prowadzi zewnętrzna klatka schodowa.
Podczas prac remontowych w 1896 i w latach 1909-1910 podwyższono ściany babińca nad sienią równając jego wysokość z salą modlitw i całość przekryto wspólnym dachem czterospadowym. Jednocześnie od strony zachodniej dobudowano zewnętrzne, kamienne schody na piętro.
Wewnątrz zachował się zrewaloryzowany wystrój sztukatorsko-malarski eksponujący realizacje od lat 60. XVIII w. do lat 30. XX w.

### Sala główna
Wewnątrz we wschodniej części znajduje się obniżona w stosunki do ulicy, zbliżona do kwadratu kwadratowa (13,0 x 12,0 m) sala modlitewna, której maksymalna wysokość sklepienia wynosi 9,2 m. Nakryta jest dziewięciopolowym sklepieniem krzyżowym i kolebkowym, które wspierają cztery grube, korynckie kolumny ustawione na kwadratowym podium, zwieńczone czworobokiem półkolistych arkad, na których znajdują się polichromie z 1906 przedstawiające sceny biblijne: ofiarę Abrahama, kuszenie Adama i Ewy, ofiarę Kaina i Abla, arkę Noego oraz symbole: menory, czterech koron na Torę, którą wspierają cztery pary zwierząt: lwów, jeleni oraz jeleni z tułowiem ryby. Wewnątrz wytworzyła się mała kopuła, której wnętrze zdobi wyobrażenie lewiatana – symbol wieczności. Pomiędzy kolumnami znajduje się dwuwejściowa, murowana bima.
Jako że w synagogach zakazuje się przedstawiania twarzy ludzkiej, malarz w sprytny sposób zamaskował polichromię przedstawiającą Adama i Ewę. Pokazał jedynie po jednej nodze postaci oraz dłoń podająca drugiej jabłko zza drzewa, po którym pełzał wąż oraz winorośli.
Na ścianie wschodniej znajduje się bogato zdobiony Aron ha-kodesz z pierwszej połowy XIX w. Wieńczy go drewniany, snycerski ornament, przedstawiający m.in. dwa lwy symbolicznie adorujące tablice Dekalogu, które nakryte są koroną na Torę. Jest to jedyny drewniany element zachowany z dawnego wyposażenia synagogi. Powyżej arki, na sklepieniu umieszczono symbol dłoni wzniesionych w geście błogosławieństwa, które otacza ornament roślinny i wieńczy korona Tory z hebrajską inskrypcją.
Ściany sali głównej dzieli na dwie części gruby, bogato profilowany, trójkolorowy gzyms zwany "syryjskim", który wznosi się nieco nad drzwiami i szafę ołtarzową. Powyżej gzymsu znajdują się arkady wypełnione malowanymi hebrajskimi tekstami modlitw przewidzianych na poszczególne święta żydowskie. U dołu w obramowaniu podane jest nazwisko fundatora każdej inskrypcji. Najstarsze na ścianie wschodniej pochodzą z drugiej połowy XVIII w., dalsze z XIX w. oraz kilka z początku XX w..
Na pozostałych ścianach, pomiędzy oknami oraz ponad arkadami znajdują się rocaille, stiukowe polichromie pochodzące drugiej połowy XVIII w. Na ścianie zachodniej powyżej gzymsu umieszczono znaki zodiaku w medalionach. Czyni ją to jedną z siedmiu polskich synagog, w których zachował się pełny cykl zodiakalny. Powyżej nimi, a małym gzymsem przedstawiono wyobrażenia świąt żydowskich, które przypadają na okres, w którym występuje poszczególny znak zodiaku. Pozostałe dekoracje obfitują w motywy roślinne, zwierzęce oraz inskrypcje hebrajskie.
W końcu XVIII w. polski malarz Zygmunt Vogel przedstawił wnętrze synagogi. Jest to jedyny obraz, na którym przedstawiono wnętrze głównej sali modlitewnej ze szczegółowo narysowaną stiukową dekoracją, wyposażeniem oraz modlącymi się Żydami.

### Przedsionek
Na parterze w zachodniej części synagogi znajduje się prostokątny przedsionek, z którego przez ozdobny portal wchodzi się do głównej sali modlitewnej oraz Sali Lubelskiej. W jego wnętrzu po zakończeniu wojny zgromadzono liczne macewy ze zniszczonych przez hitlerowców dwóch cmentarzy żydowskich: starego i nowego.

### Sala Lubelska
Mała salka, zwana Lubelską, znajdująca się w południowo-zachodniej części synagogi. Służyła pierwotnie do posiedzeń kahału i sądu rabinackiego oraz jako dodatkowa sala modlitewna do nabożeństw codziennych. Na sklepieniach sali zachowały się wizerunki biblijnych zwierząt: lwa, jelenia, tygrysa i orła – symboli cnót oraz inskrypcje hebrajskie.
Została nazwana na cześć cadyka Jakuba Izaaka Horowica, który w 1831 roku podczas podróży z Ropczyc do Lublina zatrzymał się w Łańcucie i modlił się w tutejszej synagodze. W sali tej modlił się również Elimelech z Leżajska.
Synagoga jest obiektem, który stanowi wartość zabytkową. Została ona wpisana do krajowego rejestru zabytków nieruchomych pod numerem 315 w dniu 10 kwietnia 1969 roku.